# Lampa (Chili)
Pour les articles homonymes, voir Lampa.
Lampa est une commune et une ville située dans la province de Chacabuco dans la région métropolitaine de Santiago au Chili. Elle est située près de la chaîne de montagnes Chicauma. En 2002, elle a une population de 40 228 habitants. Lampa figure dans les registres officiels des recensements depuis 1788.